# Lidiya Maksimenko
Pour les articles homonymes, voir Maksimenko.
Lidiya Maksimenko est une joueuse de volley-ball azérie d’origine ukrainienne née le 19 mars 1981 à Zaporijia (Ukraine). Elle mesure 1,91 m et joue attaquante. Elle totalise 16 sélections en équipe d'Azerbaïdjan. Elle est mariée au volleyeur turque, İbrahim Emet.

## Clubs
| Club               | Pays        | De        | À         |
| ------------------ | ----------- | --------- | --------- |
| ZDIA Zaporijia     | Ukraine     | 2001-2002 | 2003-2004 |
| Azerrail Bakou     | Azerbaïdjan | 2004-2005 | 2008-2009 |
| Yeşilyurt Istanbul | Turquie     | 2009-2010 | 2009-2010 |
| VK Bakou           | Azerbaïdjan | 2010-2011 | …         |